# Saint-Moré
Pour l’article ayant un titre homophone, voir St Môret.
Saint-Moré est une commune française située dans le département de l'Yonne, en région Bourgogne-Franche-Comté.
Elle est connue en particulier pour ses grottes (préhistoire) et le camp antique de Cora-Villaucerre (histoire gauloise et gallo-romaine).

## Géographie

### Situation
Saint-Moré est dans le sud du département de l'Yonne, sur la D 606 (ancienne nationale 6) entre Auxerre (35 km au nord-ouest) et sa sous-préfecture Avallon (17 km au sud-est). Vézelay est à 17 km au sud et la Nièvre à quelque 22 km au sud ; Paris à 215 km au nord-ouest par la A6.
Le parc naturel régional du Morvan commence à moins de 7 km au sud,.
Saint-Moré se trouve en rive gauche de la Cure dans une ancienne anse de la rivière, anse dont les extrémités sont marquées par des gués : le gué du Pont (au sud) et le gué de Nailly (au nord). Citons aussi le gué Noère (appelé "gué Nocret" sur la carte d'état-major actuelle de Géoportail), emprunté par la via Agrippa de l'Océan (Lyon-Boulogne) qui traversait la Cure en bordure du village.

### Hydrographie, relief
L'hydrographie de la commune est dominée par la Cure, important affluent de l'Yonne et donc sous-affluent de la Seine. Cette rivière traverse la commune plus ou moins en droite ligne du sud au nord jusqu'à 1,3 km au nord de Saint-Moré ; là elle entame un large méandre qui la dirige vers le sud-ouest sur environ 950 m, pour ensuite se diriger vers le nord-ouest, le nord puis le nord-est sur 1,2 km, dont les derniers 850 m servent de limite de commune avec Arcy-sur-Cure au nord. Après quoi elle quitte la commune pour entrer sur celle d'Arcy-sur-Cure.
Toute sa vallée sur la commune est très encaissée. La rivière a taillé dans le calcaire corallien une vallée méandreuse aux flancs parfois si abrupts qu'on parle aisément de falaises ; le centre du village est à 130 m d'altitude, les hauteurs qui le dominent avoisinent 230 m en moyenne pour la rive gauche et 210 m pour la rive droite.

### Géologie
Dans ce calcaire corallien, la rivière a aussi creusé les grottes de Saint-Moré dans le nord de la commune, à environ 1,2 km en aval du village, le long de la Cure en rive droite, dans un méandre de la rivière, du côté concave où le courant frappe de face la paroi. Sur ces points elles ont les mêmes caractéristiques que les grottes d'Arcy-sur-Cure situées 1 500 mètres en aval.
Outre cet ensemble particulier de grottes, la commune a aussi d'autres grottes dont celles qui suivent, explorées par le spéléo-club de Chablis :
- Fontaine du Bienheureux Saint-Moré
- Abri du Camp
- Abri des Chaumes
- Grotte du Crot Canat[Note 1] (développement 33 m)
- Grotte de l'Hogane (développement 16 m)
- Grotte de la Louise[Note 2] (développement 7 m)
- Puits de la Malpierre[Note 3] (développement 8 m)
- Gouffre de la Mardelette (développement 47 m, dénivelé -27 m)
- Gouffre de la Mardelle (développement 65 m, dénivelé -25 m)
- Grotte Moricard (développement 18 m)[4] : l'abbé Parat, qui lui donne un développement de 25 m, indique qu'elle a livré quelques poteries intéressantes du Bronze final[5].  Elle est à la pointe nord-est du mont du camp de Cora. Les spéléologues qui l'ont examinée mentionnent un courant d'air notable[6].
- Grotte du Moricard n° 2 (développement 10 m)
- Grotte de MP
- Grotte du Pont (développement 40 m)
- Grotte de la Roche Godin[Note 4] (développement 12 m, dénivelé +2 m)
- Grotte du Talus (développement 7 m)
- Gouffre de Vosbille (développement 32 m, dénivelé -19 m)

### Réseau routier
La départementale D 606 (ancienne nationale 6) d'Auxerre à Avallon traverse la commune du nord au sud par la vallée de la Cure en rive droite (côté Est) de la rivière.
La D 950 traverse le sud de la commune, reliant Mailly-la-Ville (sur la rivière Yonne, à 10 km au N-O) à la commune voisine au sud, Voutenay-sur-Cure, et à la D 606.
Les autres routes de la commune sont de petites routes de campagne, comme la route de Montillot vers le sud-ouest, d'abord « C2 » de Saint-Moré à la D 950 puis prolongée en chemin « C » jusqu'à Montillot,.
La sortie 21 « Nitry » de l'autoroute A6 est à 14 km au nord-est.

### Transports ferroviaires
La voie de chemin de fer Auxerre-Avallon traverse la commune du nord au sud. Côté nord elle sort de la commune environ 80 m après sa sortie du tunnel qui traverse le massif corallien de la Côte de Char.
Saint-Moré est sur la ligne de Cravant - Bazarnes à Dracy-Saint-Loup, dont la gare la plus proche est Arcy-sur-Cure. Il y a aussi des gares à Sermizelles (même ligne, au sud) et Châtel-Censoir (à l'ouest, 20 km par la route).
Les gares de grandes lignes les plus proches sont Avallon, Auxerre et Laroche-Migennes.

### Communes voisines
Les noms en gras sont ceux des communes limitrophes. Saint-Moré en a quatre : Arcy-sur-Cure, Précy-le-Sec, Voutenay-sur-Cure et Blannay.

### Hameaux et lieux-dits

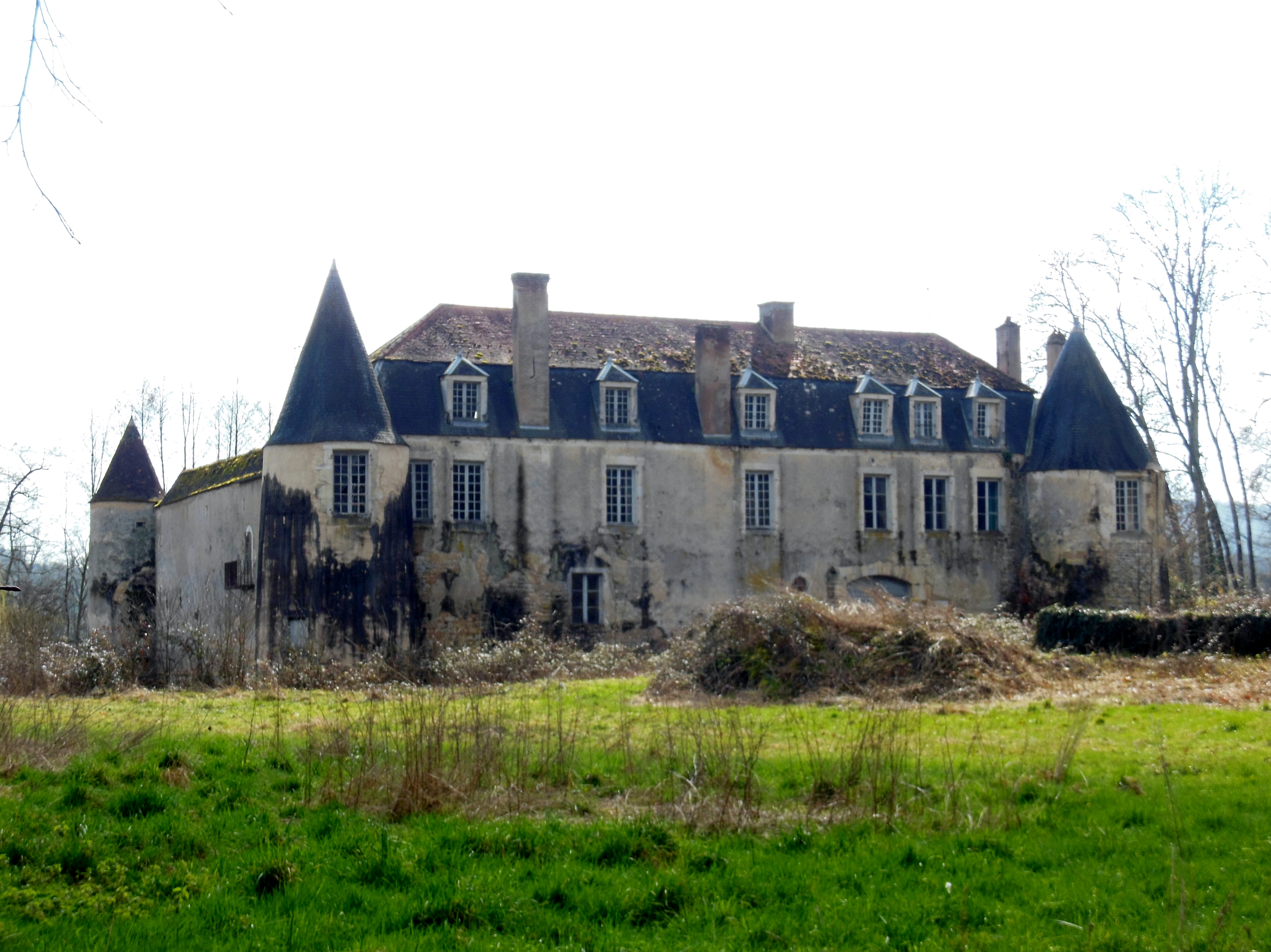
Château du Crot.

Nailly et le Vieux Moulin sont en rive droite (côté est) de la Cure, en aval du pont de Saint-Moré. Deux autres hameaux, La Vernoce à l'ouest du bourg et la Croix au sud dudit, partagent la petite plaine en bord de rivière. La Jarrie, dans le sud de la commune à 3,5 km au sud-ouest de Saint-Moré, est la partie Est du hameau de Lac Sauvin sur Arcy-sur-Cure. 
Il y a aussi le château du Crot et ses dépendances, pratiquement attenant au bourg côté nord-est. 
D'après la carte d'état-major, ce sont les seuls hameaux de la commune.
Par contre les lieux-dits sont relativement nombreux.

### Climat
Pour des articles plus généraux, voir Climat de la Bourgogne-Franche-Comté et Climat de l'Yonne.
En 2010, le climat de la commune est de type climat océanique dégradé des plaines du Centre et du Nord, selon une étude du Centre national de la recherche scientifique s'appuyant sur une série de données couvrant la période 1971-2000. En 2020, Météo-France publie une typologie des climats de la France métropolitaine dans laquelle la commune est exposée à un climat océanique altéré et est dans la région climatique  Lorraine, plateau de Langres, Morvan, caractérisée par un hiver rude (1,5 °C), des vents modérés et des brouillards fréquents en automne et hiver. 
Pour la période 1971-2000, la température annuelle moyenne est de 10,9 °C, avec une amplitude thermique annuelle de 15,8 °C. Le cumul annuel moyen de précipitations est de 704 mm, avec 11,4 jours de précipitations en janvier et 7,7 jours en juillet. Pour la période 1991-2020, la température moyenne annuelle observée sur la station météorologique de Météo-France la plus proche, « Merry-sur-Yonne », sur la commune de Merry-sur-Yonne à 10 km à vol d'oiseau, est de 11,5 °C et le cumul annuel moyen de précipitations est de 776,9 mm. 
La température maximale relevée sur cette station est de 40,7 °C, atteinte le 7 août 2003 ; la température minimale est de −22 °C, atteinte le 16 janvier 1985,,. 
Les paramètres climatiques de la commune ont été estimés pour le milieu du siècle (2041-2070) selon différents scénarios d'émission de gaz à effet de serre à partir des nouvelles projections climatiques de référence DRIAS-2020. Ils sont consultables sur un site dédié publié par Météo-France en novembre 2022.

## Urbanisme

### Typologie
Au 1er janvier 2024, Saint-Moré est catégorisée commune rurale à habitat dispersé, selon la nouvelle grille communale de densité à sept niveaux définie par l'Insee en 2022.
Elle est située hors unité urbaine. Par ailleurs la commune fait partie de l'aire d'attraction d'Avallon, dont elle est une commune de la couronne,. Cette aire, qui regroupe 74 communes, est catégorisée dans les aires de moins de 50 000 habitants,.

### Occupation des sols
L'occupation des sols de la commune, telle qu'elle ressort de la base de données européenne d’occupation biophysique des sols Corine Land Cover (CLC), est marquée par l'importance des forêts et milieux semi-naturels (72,8 % en 2018), une proportion sensiblement équivalente à celle de 1990 (73 %). La répartition détaillée en 2018 est la suivante : 
forêts (72,6 %), terres arables (19,2 %), prairies (5,3 %), zones urbanisées (2,1 %), zones agricoles hétérogènes (0,7 %), milieux à végétation arbustive et/ou herbacée (0,2 %). L'évolution de l’occupation des sols de la commune et de ses infrastructures peut être observée sur les différentes représentations cartographiques du territoire : la carte de Cassini (XVIIIe siècle), la carte d'état-major (1820-1866) et les cartes ou photos aériennes de l'IGN pour la période actuelle (1950 à aujourd'hui).

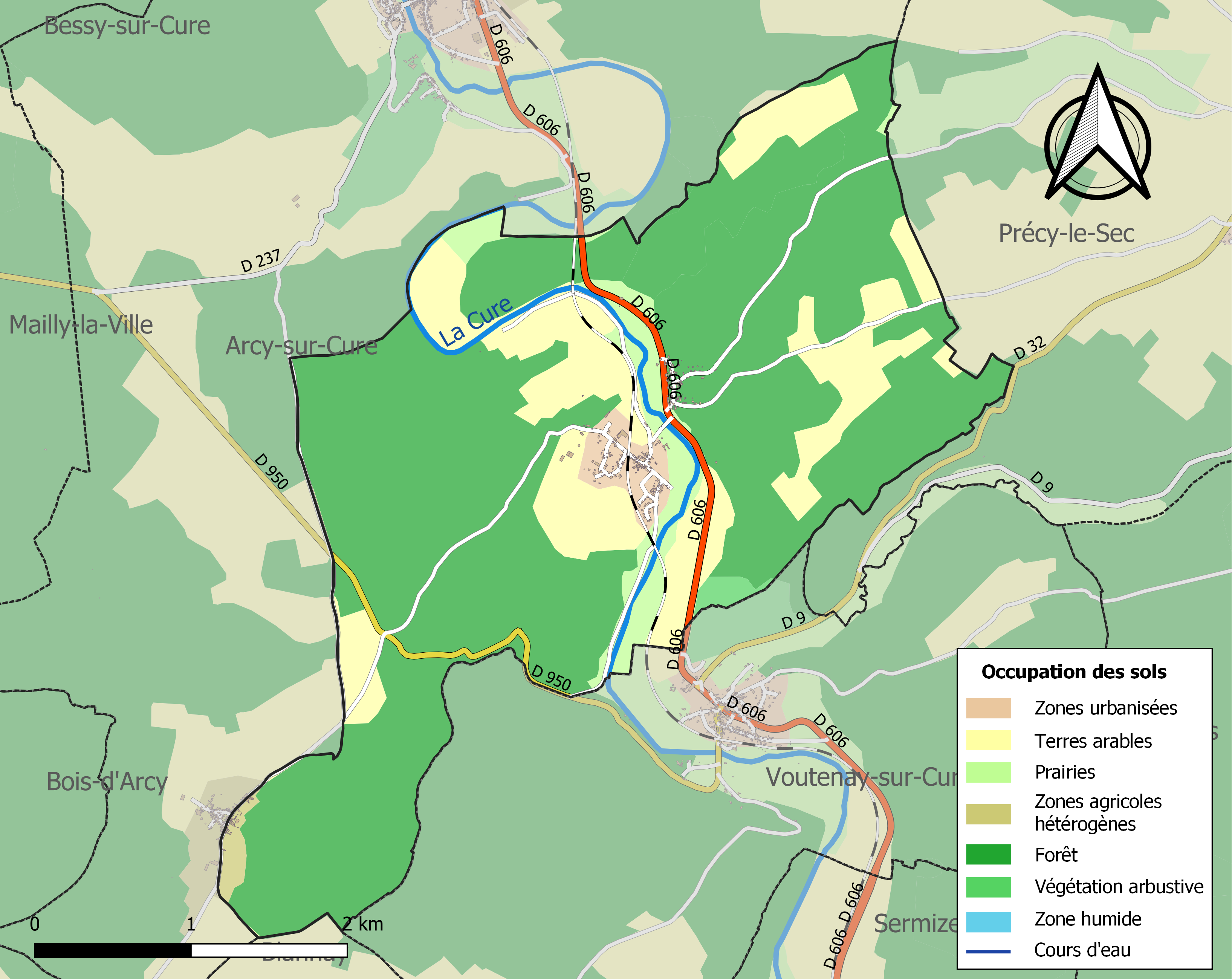
Carte des infrastructures et de l'occupation des sols de la commune en 2018 (CLC).

## Histoire

### Préhistoire et proto-histoire
L'occupation du lieu remonte loin dans le temps. La commune comporte 21 grottes principales dont dix ont livré des vestiges de l'homme. 

Les grottes de Saint-Moré, qui rassemblent 15 grottes principales, ont été occupées il y a 200 000 ans. Les ouvertures des grottes sont orientées vers le sud. Elles ont été creusées par la rivière qui a également entaillé le calcaire corallien du sous-sol géologique, formant ainsi de véritables falaises par endroits. 1 500 mètres en aval, en rive gauche, se trouvent les grottes d'Arcy-sur-Cure, en position similaire (calcaire corallien, falaises, côté concave de méandre),.
Sur la commune, le Moustérien est représenté à la grotte du Mammouth (Côte de Char) et la grotte du Crot-Canat qui a livré des fossiles de cette époque et qui a à son entrée deux crânes posés sur dalle et entourés de pierres debout. 
L'abbé Parat signale que les grottes de la Roche Moricard, de la Roche Percée et d'autres grottes ont livré des poteries et des fusaïoles, mais ne précise pas les périodes d'origine autrement que par le titre d'« époque préhistorique », qui inclut toute chose avant son « époque gauloise ». Il précise seulement que « d'autres (grottes) seraient de l'époque du Bronze ». De fait, l'âge du bronze est bien représenté aux grottes de la Côte de Chair, notamment le Bronze moyen et le bronze final,.
Au lieu-dit Beugnon, à 2,5 km à l'est de Saint-Moré, a été trouvé en 1875 un assortiment composé d'une vingtaine de haches avec ou sans douille, de pointes de lances, de couteaux, de rondelles avec anneau, de faucilles, et notamment de lingots de bronze ronds massifs destinés à la fonte.
La Côte de Chair est surmontée des vestiges d'un camp antique du nom éponyme de « camp de la Côte de Chair » (ne pas confondre avec le camp antique de Cora au sud de Saint-Moré). Ces vestiges incluent une enceinte semi-circulaire de murs de 400 m de long, avec 2 m de hauteur de mur ou 3 m de largeur d'éboulis. Une autre enceinte de 200 m en quart de cercle commence à l'extrémité haute de la première et s'en écarte. Des poteries y ont été trouvées.
À 1,1 km au sud du village, dominant Saint-Moré depuis une butte qui atteint 237 m d'altitude, le camp antique de Cora a d'abord été un petit stationnement néolithique puis un gros stationnement de l'âge du bronze - bien avant d'être le camp gallo-romain pour lequel il est connu. Il a aussi livré des monnaies des Éduens et des Lingons.

### Époque gallo-romaine
Le camp de Cora

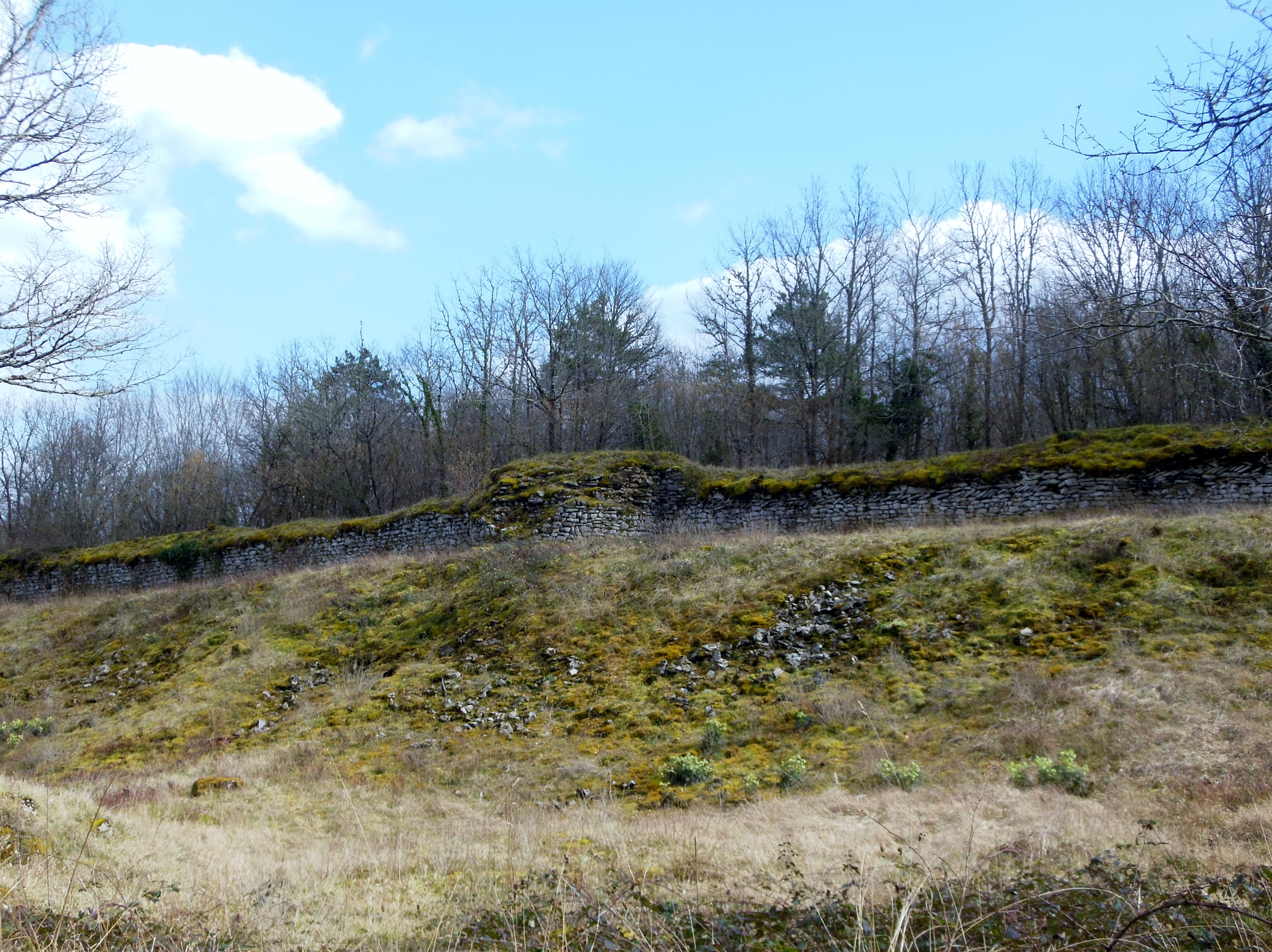
Mur du camp de Cora.

À Cora, un camp romain se superpose au camp préhistorique. Des remparts sont construits en pierre du pays sur le retranchement, avec 185 m de longueur pour le mur de façade (2,70 m d'épaisseur, 3,30 m de hauteur) et six tours pleines semi-circulaires qui servent aussi de contreforts. 
Le site de Cora est mentionné dans la Notice des Dignités de l'Empire, où l'on apprend que le lieu serait défendu par un détachement de Sarmates. La liste des paroisses du règlement d'Aunaire au VIe siècle donne Coræ-vicus. Et Ammien Marcelin (XIe s.) le mentionne également.
Le Coræ vicus de l'époque est constitué d'un groupement de villas. Plusieurs endroits ont livré fondations, tuiles et poteries. Et surtout, l’endroit possède un pont, rare à l'époque.
Naissance de Saint-Moré
Une étude de l'INRAP en 2010 date les plus anciens vestiges d'habitations du village aux années 20‑30 apr. J.‑C., c'est-à-dire une cinquantaine d'années après la construction de la via publica qui relie Autun et Auxerre, tronçon local de la Via Agrippa de l'Océan. Ces constructions, en bois et autres matériaux périssables, sont des forges ; elles fonctionnent jusqu’au remodelage complet du village à la période flavienne (de 69 à 96). La plupart des constructions deviennent alors des lieux d'habitation ou de commerce dont l’essentiel vise les services aux voyageurs, en particulier l'hôtellerie, sur cette voie de communication majeure. L'une de ces maisons, au coin de la rue de la Cure et de la rue de la Croix, a été l'objet de prospections magnétiques par M. Roche en 2011.
D'autres vestiges archéologiques ont été retrouvés au XIXe dans la plaine : un fer de lance, des pierres gravées, des médailles, des statuettes en bronze (Minerve et Vénus) et de très nombreux sarcophages.
La « villa Cérès », une halte routière
En 1807 le colonel Lefebvre-Nailly fait faire dans le parc de son château des fouilles qui révèlent sur le bord Est de la voie romaine une villa, mesurant 73 × 47 m,,. Le corps de logis, orienté vers la Cure, mesure 26 × 16 m selon Parat ou 24 × 16 m selon les plus récentes mesures. Les murs épais de 60 cm sont faits de calcaire du pays. Il comprend sept salles dont deux en hémicycle, et des dépendances bordent la voie. 
Des objets y sont découverts, entre autres une statue de Cérès de l'époque de la décadence de l'empire romain, de facture médiocre - cette statue était en 1921 au musée de l'Avallonnais, avec une copie au musée d'Archéologie nationale de Saint-Germain-en-Laye,. La villa est subséquemment surnommée « villa de Cérès ». 
En 1852, une nouvelle campagne de fouilles archéologiques révèle des pierres sculptées et les fondations d'un mur dans le clos du château. 
L'endroit est fouillé de nouveau dans les années 1860 par E. Paillier. 
De nouvelles fouilles archéologiques dirigées par l'abbé Parat vers 1896 explorent le côté ouest de la voie, vers la rivière ; d'autres fouillent vers l'église, et des sondages sont réalisés entre ces deux endroits : « partout des substructions, des tuiles à rebords, de la poterie à vernis rouge dite samienne ». Les constructions gallo-romaines recouvraient environ 250 × 150 m, de la rivière à la place de l'église, sur les deux côtés de la voie. Ces fouilles permettent aussi le tracé de la villa Cérès.
Les fouilles de l'INRAP en 2010 sont complétées en 2011 par M. Roche avec des prospections magnétiques sur la villa,. Le plan général est celui d'un bâtiment (24 × 16 m) autour d’une cour donnant sur la rue. La cour est entourée des salles mentionnées plus haut, des thermes sont placés un peu excentrés. Ce plan général ne correspond pas au plan-type d'une villa comme ici en environnement bâti, mais à une halte routière probablement réservée à une clientèle aisée, notamment les hauts fonctionnaires passant sur la voie qui draine entre autres destinations tout le trafic vers la Grande-Bretagne.
Les villae
Une petite villa se trouvait au lieu-dit des Renaudons (à 2 km de la voie antique, sur la route entre Arcy et le hameau de Lac-Sauvin) ; des fouilles y ont mis au jour un petit autel domestique, des tuiles et une colonne carrée à base élargie, moulurée, au sommet creux avec rebords (cette colonne se trouvait en 1919 au musée d'Arcy).
Quatre autres sites de villae sont connus : les Coulanges, occupé jusqu'au haut Moyen Âge ; Gaudrée (en rive gauche en face des grottes de Saint-Moré), densément occupée au IVe siècle et durant le haut Moyen Âge, vestiges en partie détruits lors de la construction du chemin de fer ; Sous les Roches, au pied des grottes ; le Champ de la Cour, occupé depuis le Ier siècle av. J.-C..
Aqueduc
Un petit aqueduc amenait l'eau de la source dite « fontaine de Saint-Moré » sur environ 600 m de long, depuis la côte de Saint-Moré (en rive gauche au nord de la commune) jusqu'à la villa de Gaudrée. Cette source se trouve sur le chemin qui prolonge la route d'accès à la station de pompage en rive gauche en aval de Saint-Moré - bien qu'en 1876 elle était dite « détruite » ; le même texte la qualifie de « miraculeuse ». 
L'aqueduc a été (re-)découvert en 1872 ou 1873. Une petite monnaie des Ségusiens a été trouvée à proximité.
Les grottes de Saint-Moré
Les grottes sont occupées de façon ponctuelle aux IVe et Ve siècles mais P. Nouvel ne les considère pas comme « des occupations pérennes à part entière ». La grotte de Nermont livre des monnaies du Bas-Empire, la grotte de la Cabane une poterie et des monnaies de Constance. Une pierre fine est trouvée en plein champ, gravée en intaille et représentant une tête de soldat casqué.
Poste-frontière au IVe siècle
Avec le détachement d'Auxerre (érection en cité autonome) et d'Autun au IVe siècle, Saint-Moré change de statut et devient un poste-frontière : la limite entre les deux territoires passe au gué du Vau de Bouche,.

### Antiquité tardive
Des sarcophages et des bijoux mérovingiens (Antiquité tardive) sont mis au jour dans le cimetière bordant l'église à l'époque des fouilles Parat. Ils sont accompagnés de plaques de ceinturon en bronze et de perles de verre et de faux ambre qui ont été dirigées sur le musée de l'Avallonnais.
Entre la villa Cérès et le cimetière de l'église se trouvait une rangée de sarcophages orientés à l'est ; l'un d'eux contenait un scramasaxe. 
Encore d'autres sarcophages ont été trouvés sous la maison en face de l'église, avec un fer de lance. 
Un sarcophage à Cora était accompagné d'une petite monnaie d'argent du VIIIe siècle portant des dessins géométriques. 
Dans le cimetière en rive droite de la Cure à l’est de Nailly, d'autres sarcophages ont été dévoilés ; ils étaient pillés, sans mobilier.

### Moyen Âge
En 596 le règlement de saint Aunaire, 18e évêque d'Auxerre (572-605), inclut Coraevicus dans les trente principales paroisses du diocèse.
En 1084, Yvon d'Avallon donne à l'abbaye de Molesme l'« église de Saint Moré ». Selon Héric (IXe s.), Moderatus était un enfant martyr du Ve ; sa dépouille a été transférée à Auxerre et placé en 850 dans la crypte de l'abbaye Saint-Germain. Par une charte à la suite de la précédente, Eldred de Vézelay et Thibaut Resbet, sa femme et sa sœur, donnent à Molesmes la chapelle de Nailly (de Nalleiaco), située en bas du  cimetière à sarcophages, et tout le manoir avec la moitié de la dîme. Au XIXe siècle cette chapelle est toujours debout : c'est une maison d'habitation avec des fenêtres romaines.
À la Côte de la Dame au pied de Cora, dans les champs anciennement dits Delacour, sont les ruines d'une habitation en pierres de taille. On y a trouvé des monnaies à fleur de lys. Ce pourrait être la maison de l'écuyer Odenin cité au XIIIe siècle.
Le château est cité en 1463 (le château actuel est du XVIe siècle). L'église date de la fin du Moyen Âge : XVIe siècle.

### Époque moderne
L'abbé Parat signale une « chambre des Dîmes à encadrement mouluré, peut-être du XVIIe siècle », et quatre croix de chemin « plus ou moins récentes ».
En 1765, le village compte 150 habitants.
À Lac-Sauvin se trouve une ancienne maison seigneuriale de 1774.
Au cours de la Révolution française, la commune est provisoirement renommée Moré-sur-Cure.
Au tournant du XXe siècle une carrière de sable de granit est en exploitation sur le Val aux Moines (une butte à 500 m au nord-est du bourg).
En 1922, d'après abbé Parat, la commune compte 225 habitants.

## Politique et administration
| Période   | Période   | Identité           | Étiquette | Qualité                  |
| --------- | --------- | ------------------ | --------- | ------------------------ |
|           |           |                    |           |                          |
| mars 2001 | mars 2008 | Jean Paul Cordier  | SE        | Président du SIVU du CPI |
| mars 2008 | En cours  | Monique Millereaux |           |                          |

## Démographie
L'évolution du nombre d'habitants est connue à travers les recensements de la population effectués dans la commune depuis 1793. Pour les communes de moins de 10 000 habitants, une enquête de recensement portant sur toute la population est réalisée tous les cinq ans, les populations de référence des années intermédiaires étant quant à elles estimées par interpolation ou extrapolation. Pour la commune, le premier recensement exhaustif entrant dans le cadre du nouveau dispositif a été réalisé en 2008.

En 2022, la commune comptait 177 habitants, en évolution de +1,14 % par rapport à 2016 (Yonne : −1,95 %, France hors Mayotte : +2,11 %).
| 1793 | 1800 | 1806 | 1821 | 1831 | 1836 | 1841 | 1846 | 1851 |
| ---- | ---- | ---- | ---- | ---- | ---- | ---- | ---- | ---- |
| 336  | 388  | 353  | 389  | 408  | 382  | 386  | 381  | 413  |

| 1856 | 1861 | 1866 | 1872 | 1876 | 1881 | 1886 | 1891 | 1896 |
| ---- | ---- | ---- | ---- | ---- | ---- | ---- | ---- | ---- |
| 393  | 386  | 380  | 386  | 370  | 359  | 348  | 315  | 299  |

| 1901 | 1906 | 1911 | 1921 | 1926 | 1931 | 1936 | 1946 | 1954 |
| ---- | ---- | ---- | ---- | ---- | ---- | ---- | ---- | ---- |
| 271  | 280  | 251  | 190  | 172  | 183  | 173  | 173  | 166  |

| 1962 | 1968 | 1975 | 1982 | 1990 | 1999 | 2006 | 2008 | 2013 |
| ---- | ---- | ---- | ---- | ---- | ---- | ---- | ---- | ---- |
| 180  | 155  | 151  | 137  | 170  | 186  | 185  | 183  | 180  |

| 2018 | 2022 | - | - | - | - | - | - | - |
| ---- | ---- | - | - | - | - | - | - | - |
| 180  | 177  | - | - | - | - | - | - | - |

## Lieux et monuments
- Grottes de Saint-Moré[20]
- Camp antique de Cora  Classé MH (1971)[55]
- Carrière de sarcophages mérovingiens de la Roche Taillée : en rive gauche au nord de la commune, elle est partagée avec Arcy.
- Fontaine Saint-Moré : longtemps considérée sacrée, elle a attiré en son temps de nombreuses processions, pèlerins et supplicants. Son eau se déverse dans un sarcophage réutilisé à cette fin[56].
- Église Saint-Moré (XVIe siècle)
- Château du Cro (rem. XVIIe siècle)
- Le gros chêne de Saint-Moré[57]
- Pont vers Nailly sur la Cure (XVIIIe siècle)
- Croix (XIXe siècle)
- Mairie (XIXe siècle)
- Vierge de la Roche Godin (Nailly)
- Monument aux morts (XXe siècle)
- La via Agrippa de l'Océan traverse la Cure à Saint-Moré au gué Noère[2]. Enfouies presque aussi profondément que la voie de chaque côté de cette voie dans le village et ses alentours se trouvent de nombreuses tombes[37],[58].

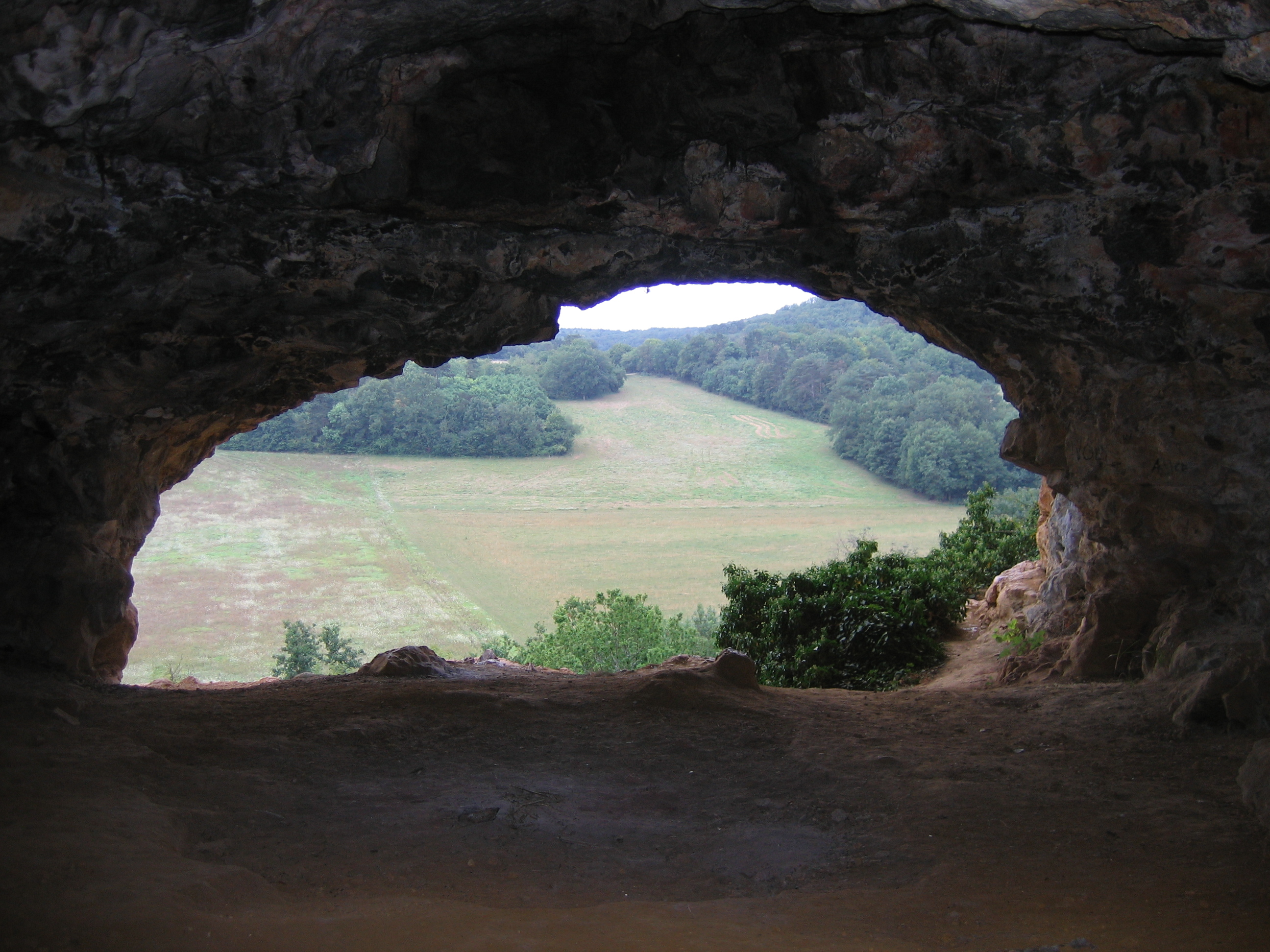
Le porche de l'une des grottes.
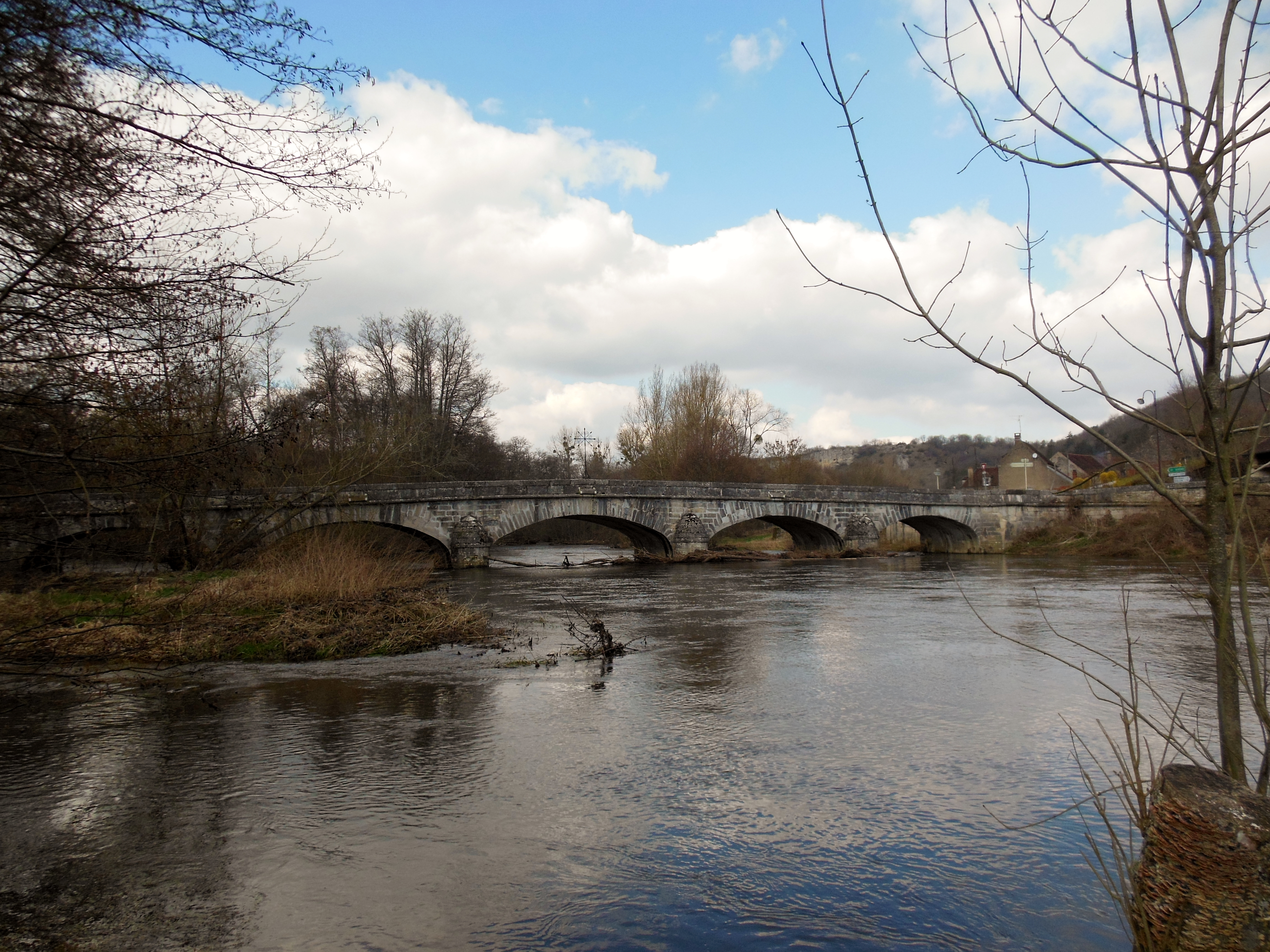
Pont sur la Cure.

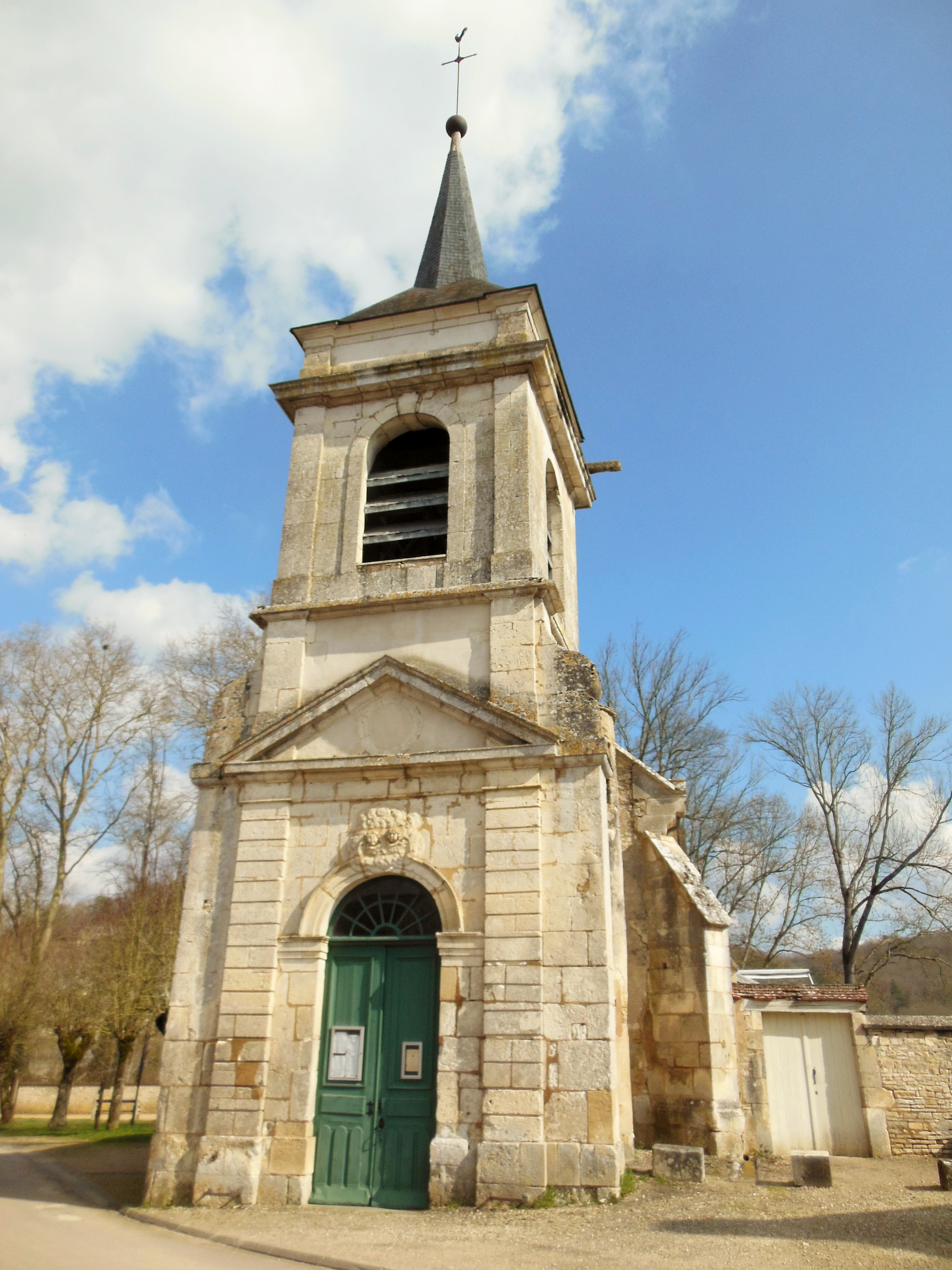
Église Saint-Moré.
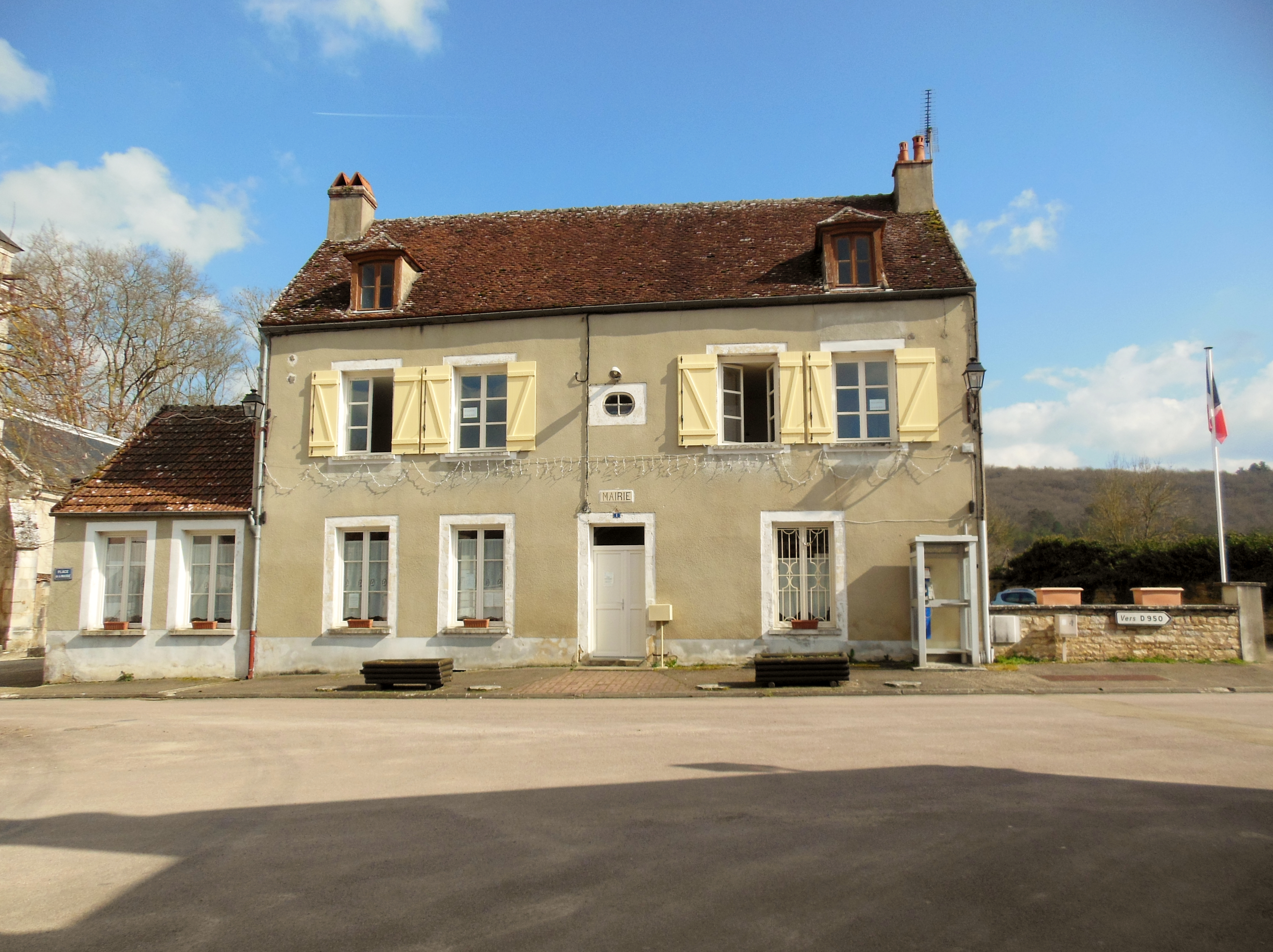
Mairie.
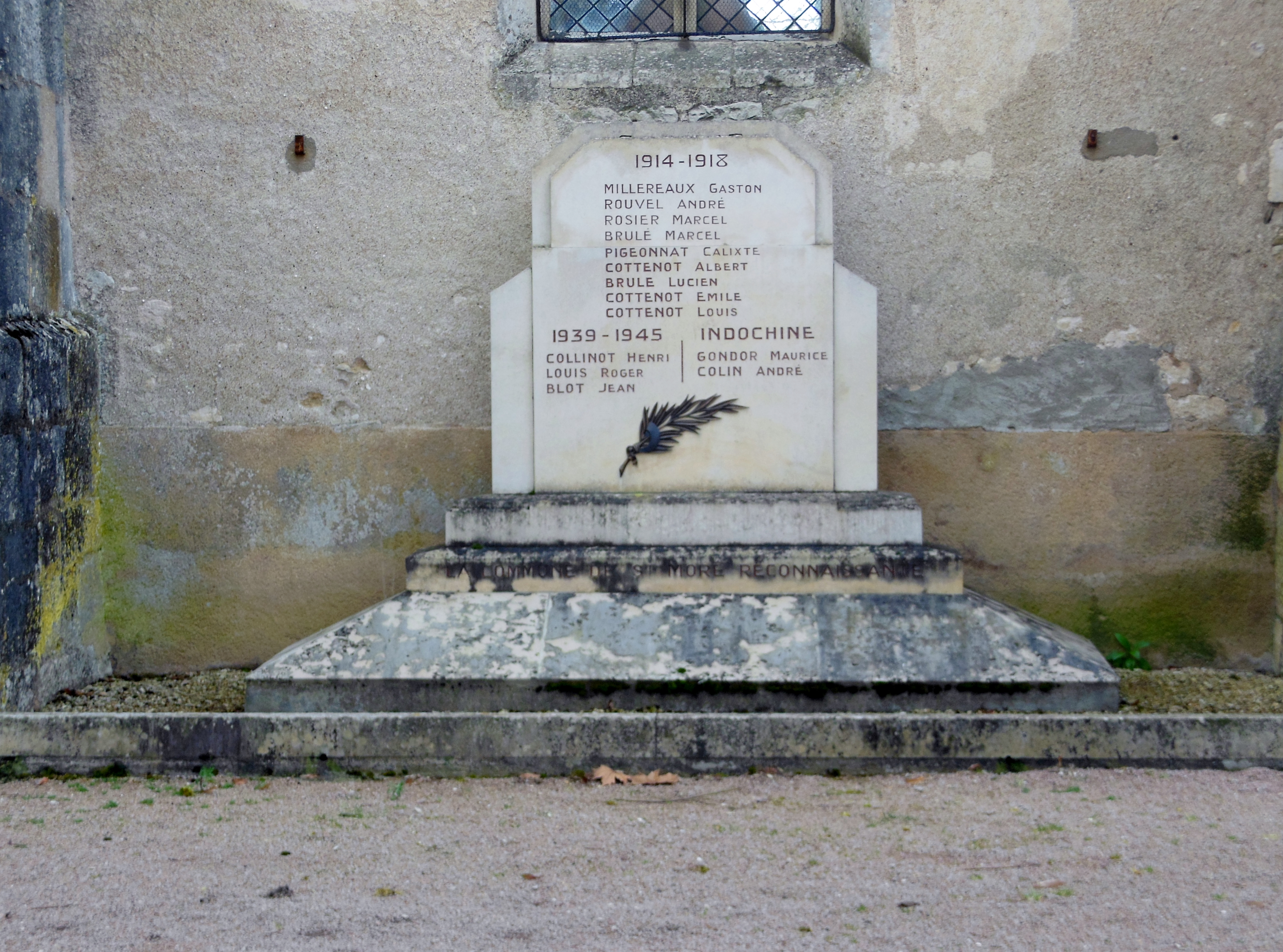
Monument aux morts de Saint-Moré.

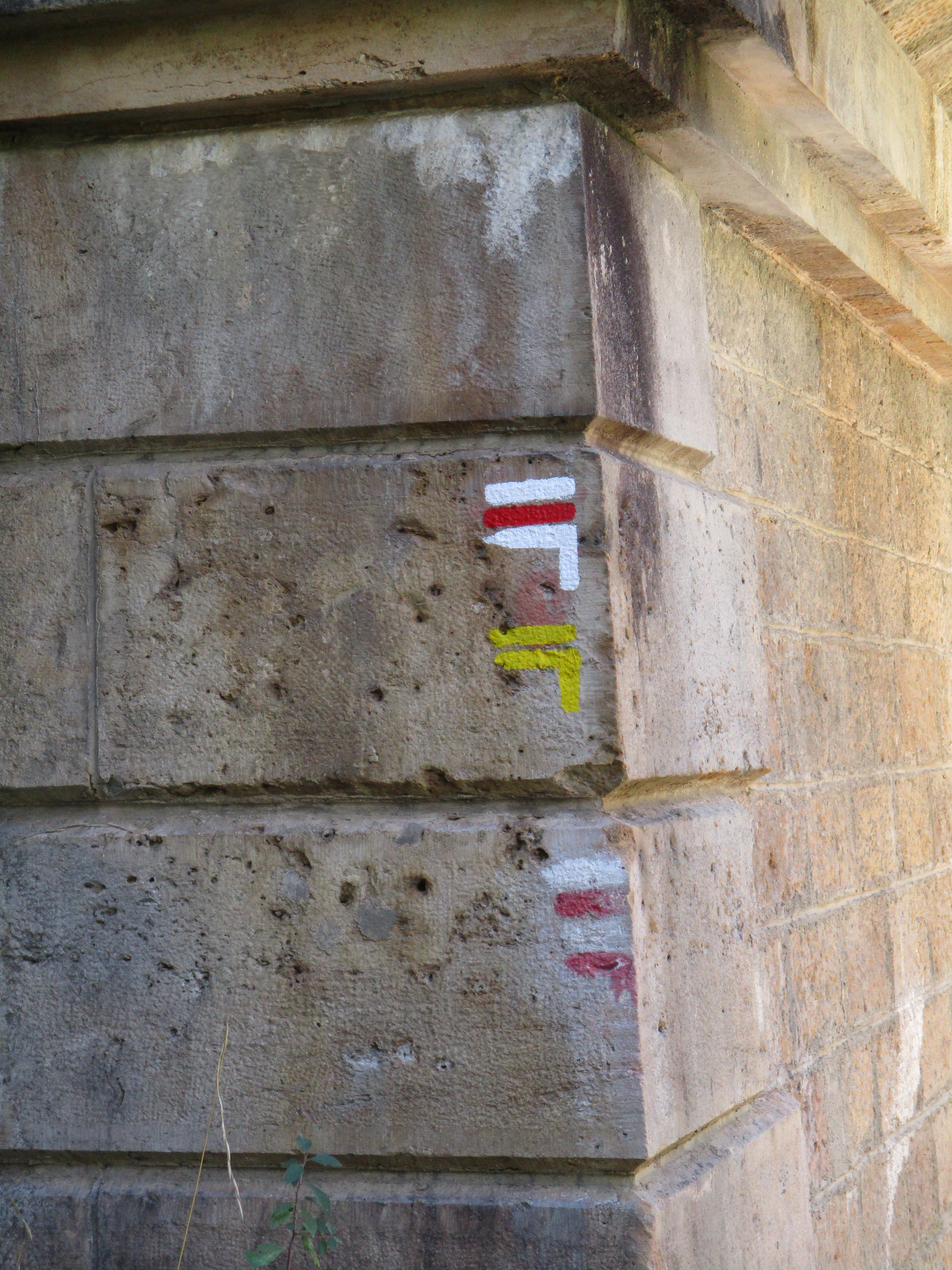
Signes du GR 13 et du GR 654 sur une pile du pont de chemin de fer face à la Côte de Char.

Trois sentiers de découverte sont équipés de panneaux informatifs. Ils font le tour des principaux points d'intérêt,.
Le sentier de grande randonnée GR 13 Fontainebleau – Bourbon-Lancy passe par le village (section de Saint-Maurice-sur-Aveyron - Loiret, à Saint-Père - Yonne), ainsi que le GR 654 (section de Irancy - Yonne, à La Charité-sur-Loire - Nièvre) et le GR de Pays Tour de l'Avallonais.

## Flore
Le territoire de Saint-Moré abrite une graminée endémique dont un des noms vernaculaires est celui du village : la "Barbe de Saint-Moré" (la stipe pennée, Stipa pennata), dont les longs poils de la fleur se resserrent selon l'hygrométrie ambiante. La stipe pennée doit ce nom à une légende locale.

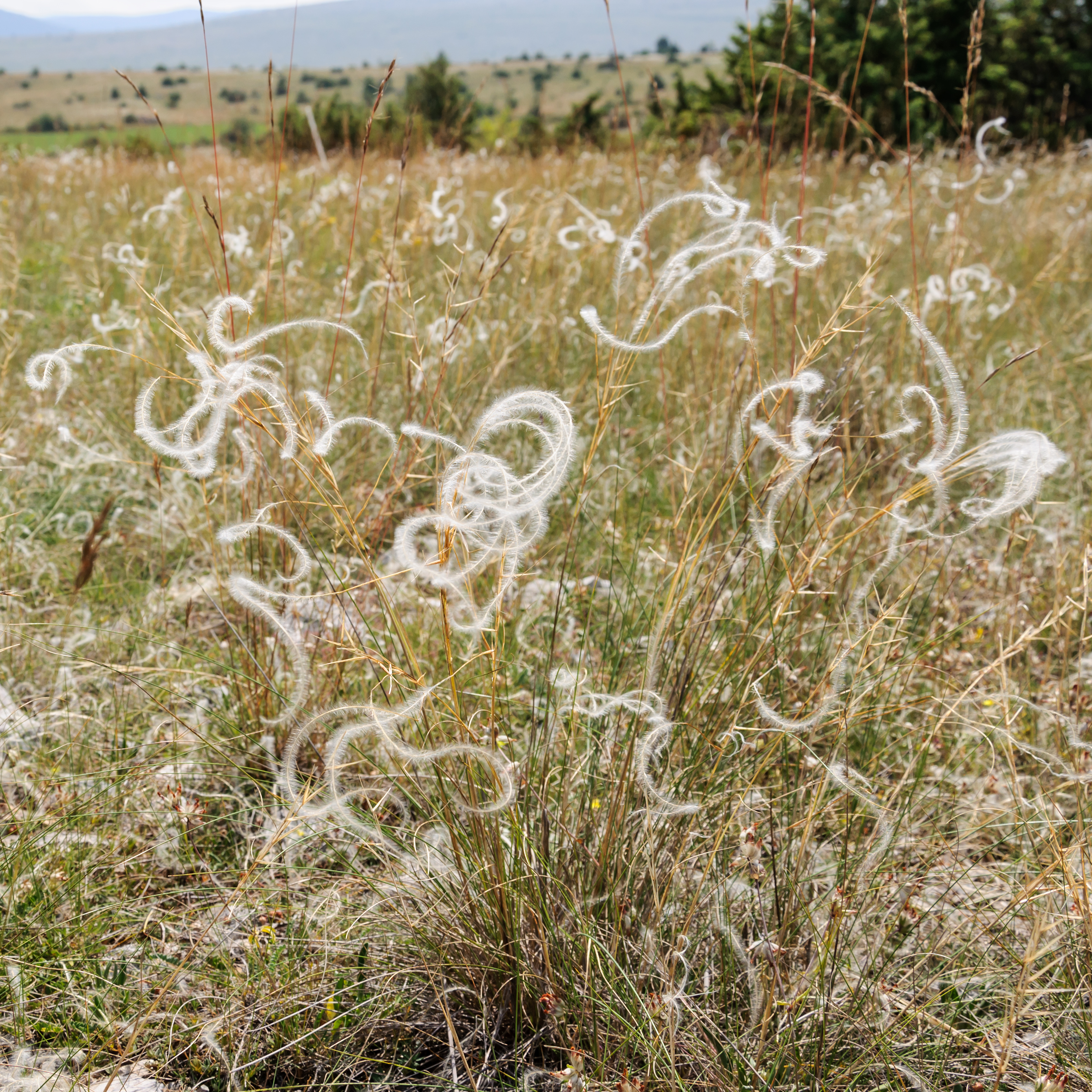
Barbe de Saint-Moré.

## Patrimoine naturel répertorié

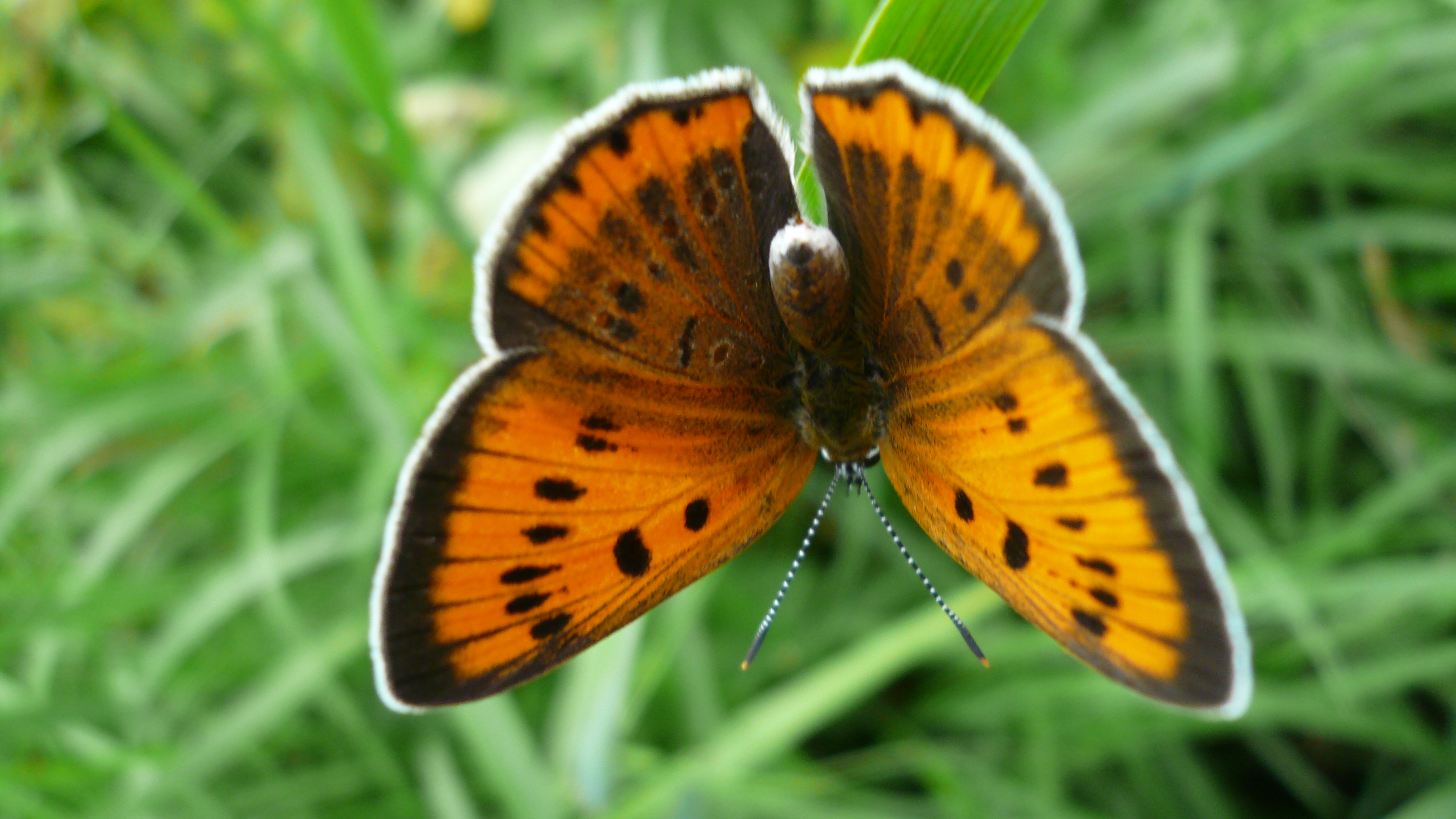
Cuivré des marais (Lycaena dispar).

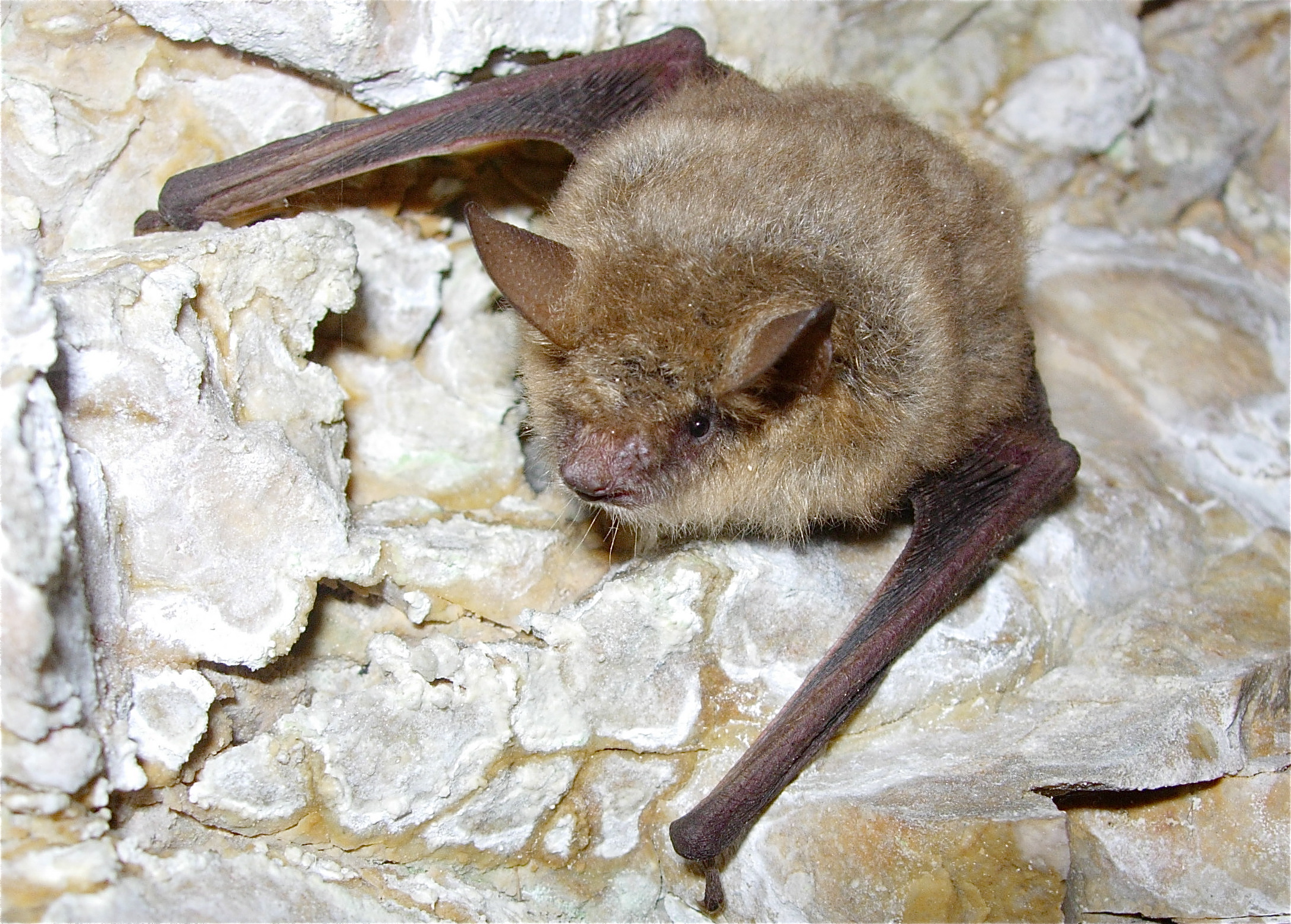
Murin à oreilles échancrées (Myotis emarginatus).

- La commune inclut trois zones naturelles d'intérêt écologique, faunistique et floristique (ZNIEFF) :

la ZNIEFF continentale de type 1 du « Vallon du Vau-de-Bouche et vallée de Vouillot », soit 966,61 hectares, concerne 6 communes dont Saint-Moré et vise les bois de la vallée du Vau-de-Bouche, commençant à un peu plus de 1 km en aval de Lucy-des-Bois et se terminant à la confluence du ruisseau avec la Cure ;
la ZNIEFF continentale de type 1 des « Falaises d'Arcy-sur-Cure et de Saint-Moré, boucle de la Cure  », soit 581,2 hectares, concerne Arcy-sur-Cure et Saint-Moré et vise, comme le nom l’indique, les falaises – depuis l’entrée de la Cure sur la commune de Saint-Moré jusqu'au village d'Arcy-sur-Cure ;
la ZNIEFF continentale de type 2 de la « Vallée de la Cure du réservoir du Crescent à Vermenton » concerne 25 communes dont Saint-Moré et vise 12 888,86 hectares le long de cette vallée.
- Un Conservatoire d'espaces naturels a acquis deux espaces naturels :

Les Îles, 4,34 ha répartis du pont au village jusqu'au Vieux Moulin. C'est un creux de vallée où la Cure se divise en plusieurs bras ;
Côte de l'étang, 4,93 ha essentiellement sur Voutenay avec un peu moins de 1 ha sur Saint-Moré au sud de la commune.
- La commune est incluse dans la zone spéciale de conservation (ZSC) des « Pelouses et forêts calcicoles des coteaux de la Cure et de l'Yonne en amont de Vincelles »[70], un site d'importance communautaire (SIC) selon la directive habitats, de 1 565 hectares qui concerne 14 communes dont Saint-Moré. Cinq espèces de la liste II y sont présentes : le cuivré des marais (Lycaena dispar, un papillon), et quatre espèces de chauve-souris : le petit rhinolophe (Rhinolophus hipposideros), le grand rhinolophe (Rhinolophus ferrumequinum), le murin à oreilles échancrées (Myotis emarginatus) et le grand murin (Myotis myotis).

## Personnalités liées à la commune
- Hélène Guinepied (1883-1937), artiste peintre, a vécu à Saint-Moré de 1916 à sa mort et elle est inhumée au cimetière de la commune[71].